# Армаш (село)
Армаш (арм. Արմաշ) — село в Араратской области Армении. Основано в 1925 году.

## География
Село расположено в южной части марза, на расстоянии 27 километров к юго-востоку от города Арташат, административного центра области. Абсолютная высота — 830 метров над уровнем моря.
Климат
Климат характеризуется как семиаридный (BSk в классификации климатов Кёппена). Среднегодовая температура воздуха составляет 12,9 °C. Средняя температура самого холодного месяца (января) составляет −2,3 °С, самого жаркого месяца (июля) — 27,9 °С. Расчётная многолетняя норма атмосферных осадков — 262 мм. Наибольшее количество осадков выпадает в мае (45 мм).

## Население
| Год переписи | Население          | Население          | Население          | Население            | Население            | Население            |
| Год переписи | Наличное население | Наличное население | Наличное население | Постоянное население | Постоянное население | Постоянное население |
| Год переписи | Всего              | Мужчины            | Женщины            | Всего                | Мужчины              | Женщины              |
| ------------ | ------------------ | ------------------ | ------------------ | -------------------- | -------------------- | -------------------- |
| 2001         | 2452               | 1222               | 1230               | 2532                 | 1272                 | 1260                 |
| 2011         | 2334               | 1180               | 1154               | 2378                 | 1223                 | 1155                 |

| Год  | Численность | Численность |
| ---- | ----------- | ----------- |
| 1926 | 324         | [ 8 ]       |
| 1939 | 228         | [ 8 ]       |
| 1959 | 1144        | [ 8 ]       |
| 1970 | 1867        | [ 8 ]       |
| 1979 | 2082        | [ 8 ]       |
| 1989 | 2903        | [ 9 ]       |
| 2001 | 2532        | [ 8 ]       |
| 2011 | 2378        | [ 10 ]      |

## Галерея

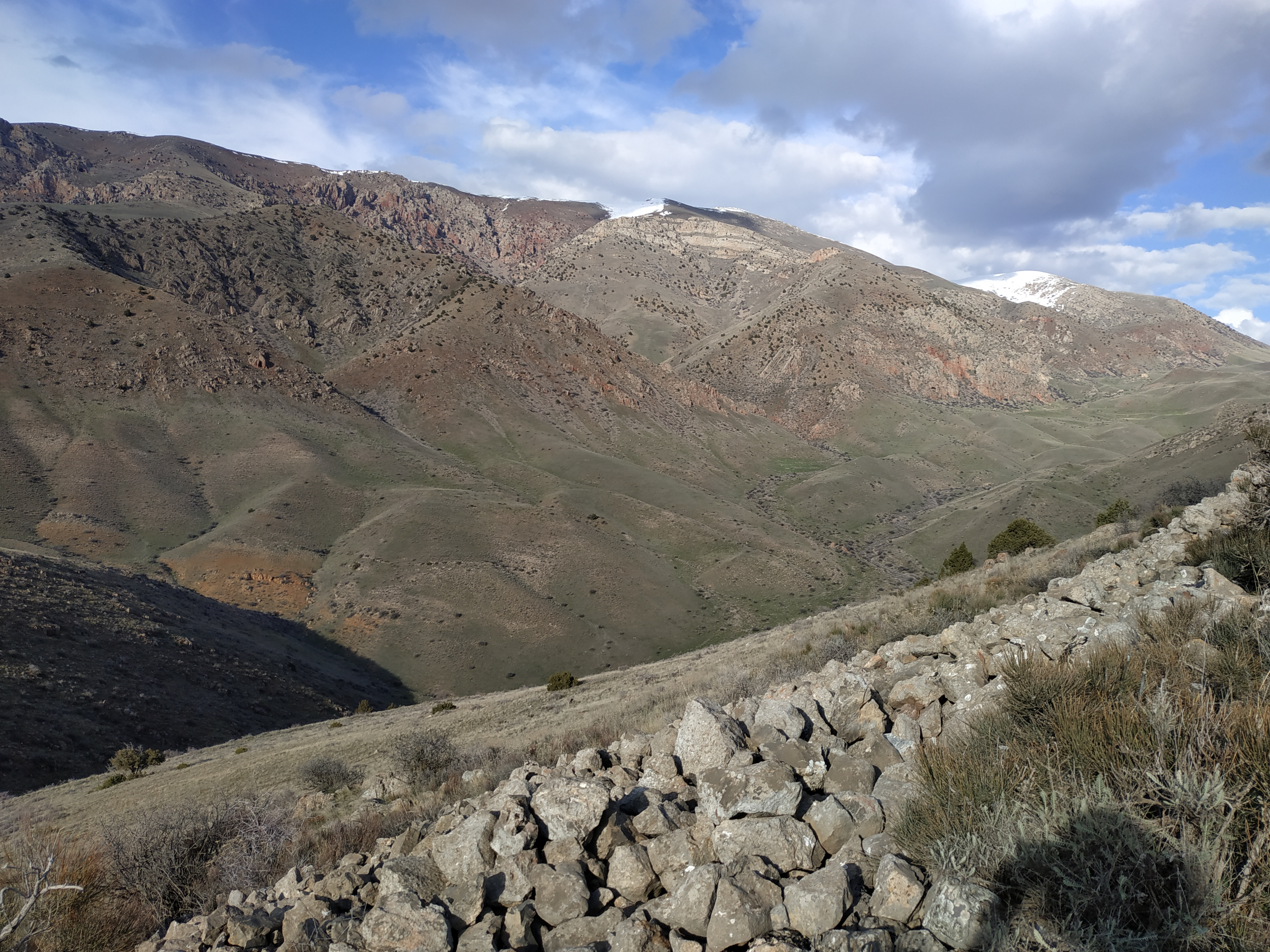
Пейзажи в районе села
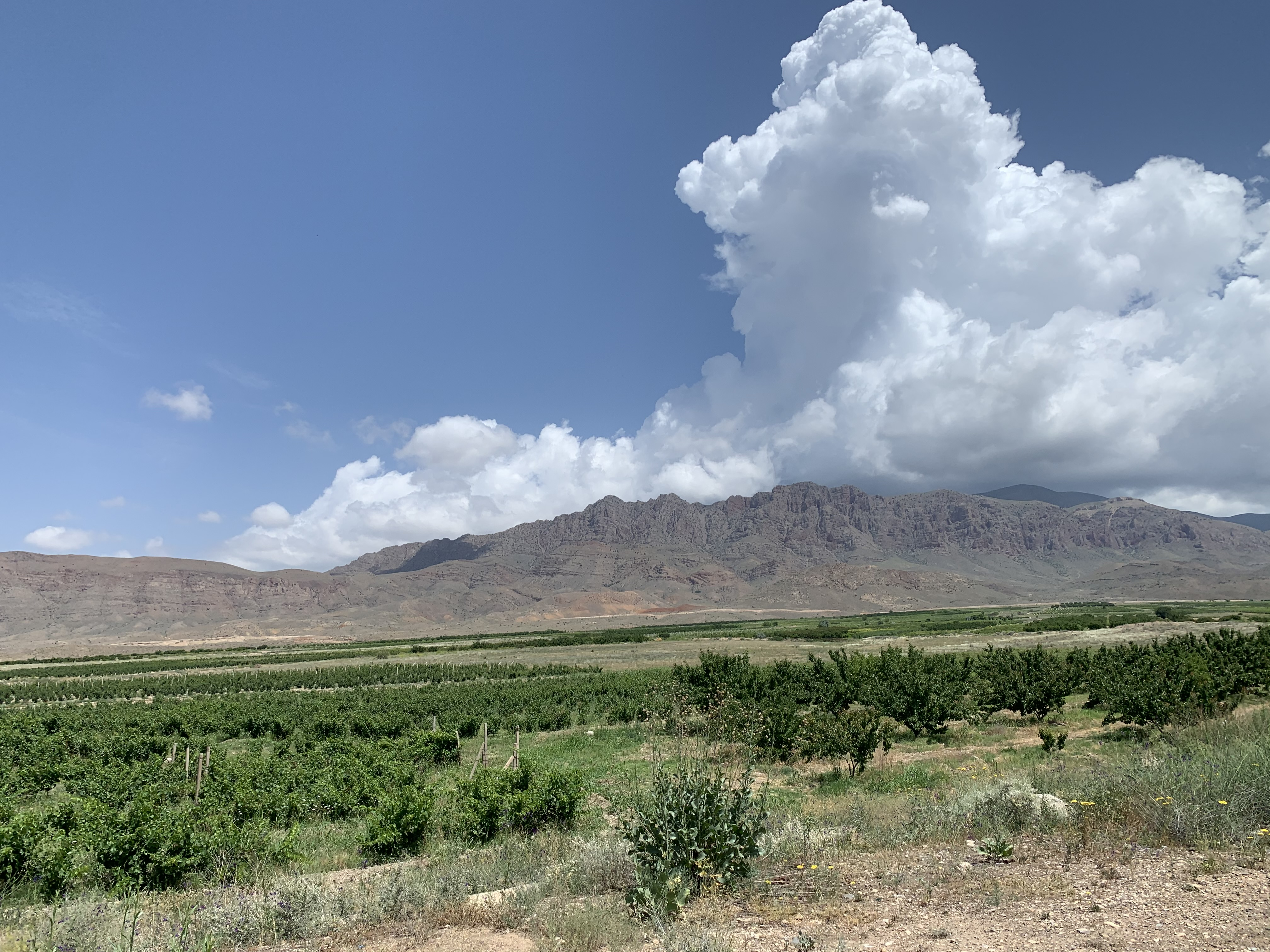
Железная дорога в районе села
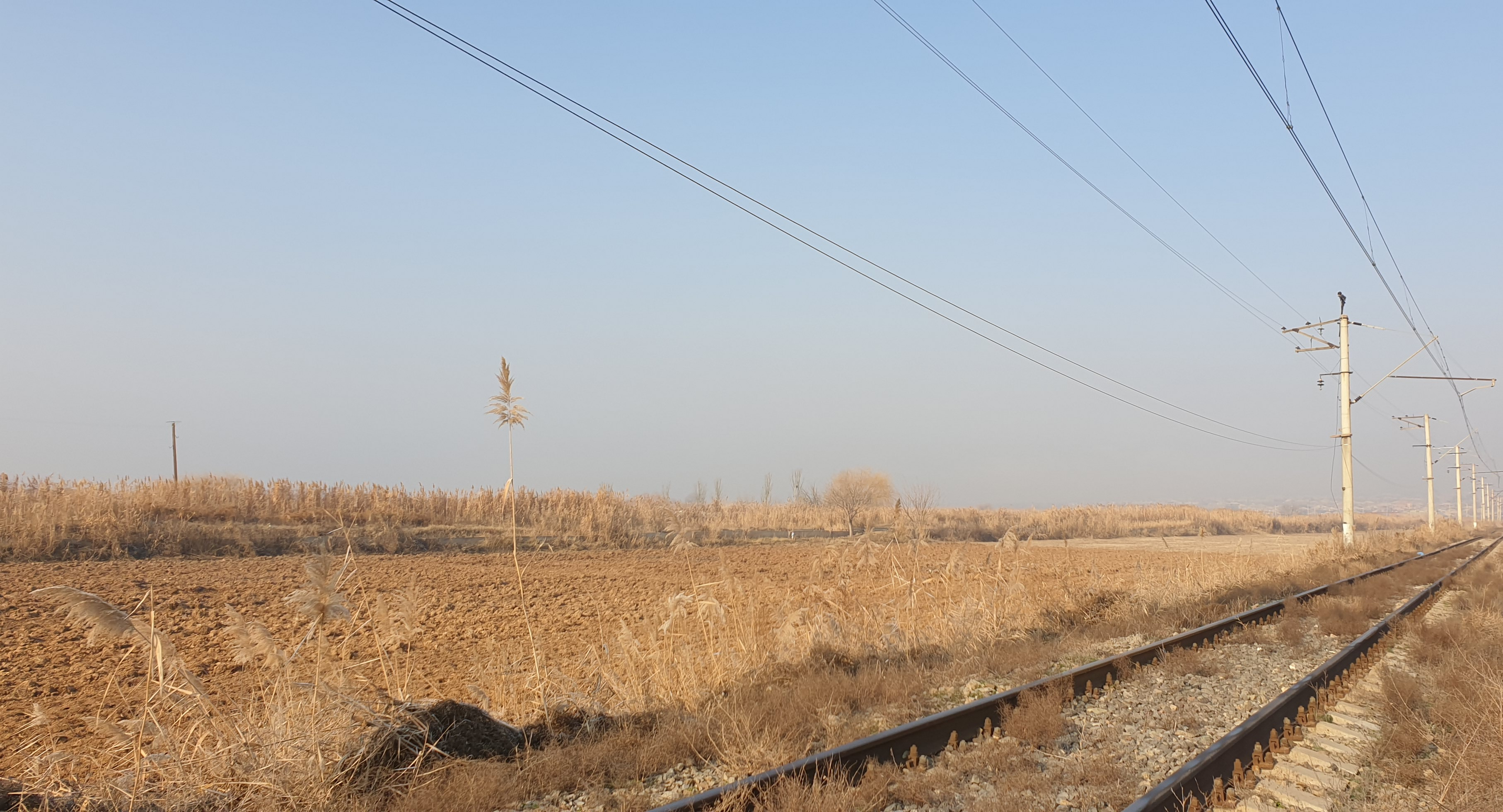
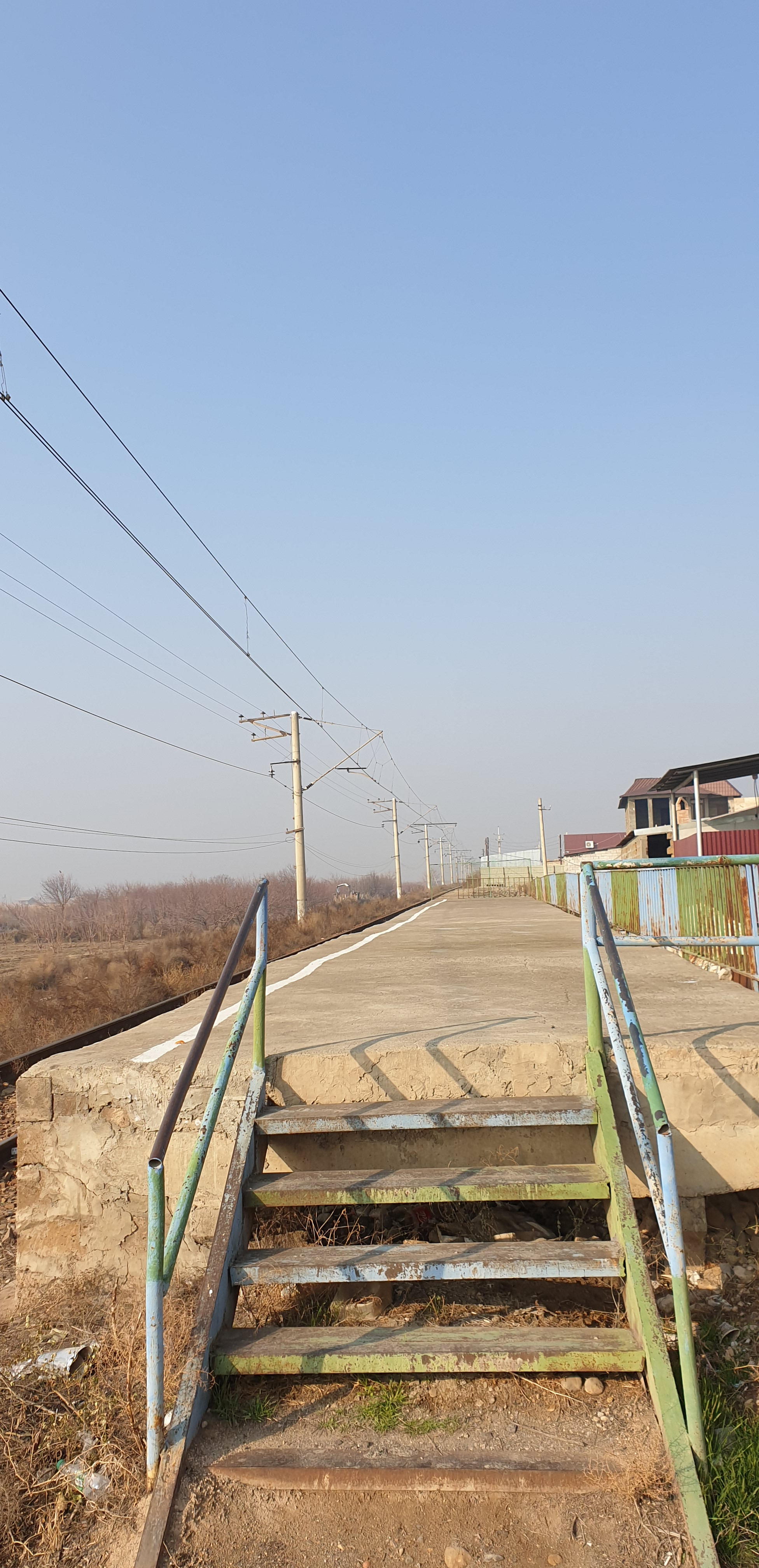
ЖД станция